# Christy Kimmage
Christy Kimmage (* 1. Januar 1938 in Dublin; † 18. Mai 2015 in Naul) war ein irischer Radrennfahrer.
Kimmage war im Straßenradsport aktiv. 1958 startete Christy Kimmage im Straßenrennen der Amateure bei den Straßen-Weltmeisterschaften in Reims, konnte es aber nicht beenden. 1962 wurde er irischer Meister im Straßenrennen. Im Jahr darauf gewann er zwei Teilstücke des irischen Etappenrennens Rás Tailteann. 1958, 1959 und 1964 wurde er jeweils irischer Vize-Meister im Straßenrennen.
Christy Kimmage war der Vater der ehemaligen Radrennfahrer Paul, Kevin und Raphael Kimmage.